# Coupe de France de football 1994-1995
 (juillet 2018).
Navigation
Coupe de France 1993-1994 Coupe de France 1995-1996
La Coupe de France 1994-1995 est la 78e édition de la coupe de France, et voit le Paris Saint-Germain FC l'emporter sur le RC Strasbourg en finale, le 13 mai 1995.
Il s'agit de la quatrième Coupe de France remportée par les Parisiens.

## Résultats

### Trente-deuxièmes de finale
Les matchs des trente-deuxièmes de finale se sont joués les 14 et 15 janvier 1995. Les 20 clubs de 1re division firent leur entrée en lice.
| Division           | Club                          | Score               | Club                     | Division        |
| ------------------ | ----------------------------- | ------------------- | ------------------------ | --------------- |
| Division 1 (D1)    | Montpellier HSC               | 2 - 0               | AS Saint-Étienne         | Division 1 (D1) |
| Division 1 (D1)    | Paris Saint-Germain FC        | 3 - 1 a.p.          | Stade rennais FC         | Division 1 (D1) |
| Division 1 (D1)    | FC Sochaux-Montbéliard        | 0 - 0 a.p., 4-5 tab | Olympique de Marseille   | Division 2 (D2) |
| Division 1 (D1)    | FC Metz                       | 2 - 0               | USL Dunkerque            | Division 2 (D2) |
| Division 1 (D1)    | FC Martigues                  | 1 - 0               | Le Mans UC 72            | Division 2 (D2) |
| Division 1 (D1)    | SM Caen                       | 1 - 3               | Saint-Brieuc CC          | Division 2 (D2) |
| National 1 (D3)    | FC Sète 34                    | 0 - 2               | Lille OSC                | Division 1 (D1) |
| National 1 (D3)    | FC Pau                        | 1 - 2               | OGC Nice                 | Division 1 (D1) |
| National 1 (D3)    | CF Dijon                      | 0 - 1 a.p.          | SC Bastia                | Division 1 (D1) |
| National 1 (D3)    | CS Louhans-Cuiseaux           | 3 - 4               | RC Strasbourg            | Division 1 (D1) |
| National 1 (D3)    | La Roche-sur-Yon VF           | 0 - 2               | AJ Auxerre               | Division 1 (D1) |
| National 2 (D4)    | CS Château-Thierry            | 0 - 2               | Le Havre AC              | Division 1 (D1) |
| National 2 (D4)    | FC Trélissac MP               | 0 - 4               | Olympique lyonnais       | Division 1 (D1) |
| National 3 (D5)    | US Cluses-Scionzier           | 1 - 2               | FC Nantes Atlantique     | Division 1 (D1) |
| National 3 (D5)    | US Forbach                    | 2 - 4               | FC Girondins de Bordeaux | Division 1 (D1) |
| National 3 (D5)    | ES Vitrolles                  | 0 - 1               | RC Lens                  | Division 1 (D1) |
| DH La Réunion (D6) | SS Saint-Louis                | 0 - 2               | AS Cannes                | Division 1 (D1) |
| Prom. Ligue        | La Vitréenne FC               | 0 - 5               | AS Monaco FC             | Division 1 (D1) |
| National 1 (D3)    | FC Rouen                      | 0 - 0 a.p., 4-5 tab | LB Châteauroux           | Division 2 (D2) |
| Division 2 (D2)    | AS Red Star 93                | 0 - 1 a.p.          | Stade poitevin PEPP      | National 1 (D3) |
| National 2 (D4)    | AS Cherbourg                  | 3 - 1               | Stade lavallois MFC      | Division 2 (D2) |
| National 3 (D5)    | Montauban FC                  | 1 - 2               | AS Beauvais-Oise         | Division 2 (D2) |
| National 3 (D5)    | Voltigeurs de Châteaubriant   | 1 - 1 a.p., 1-3 tab | Angers SCO               | Division 2 (D2) |
| National 3 (D5)    | FCUS Ambert                   | 0 - 1               | AS Nancy-Lorraine        | Division 2 (D2) |
| DH (D6)            | US Cagnes-sur-mer             | 1 - 3               | FC Mulhouse SA           | Division 2 (D2) |
| National 2 (D4)    | SC Schiltigheim               | 0 - 3               | CM Aubervilliers         | National 1 (D3) |
| National 1 (D3)    | Olympique de Noisy-le-Sec B93 | 2 - 0 a.p.          | AS Saint-Priest          | National 2 (D4) |
| National 1 (D3)    | FC Saint-Leu                  | 3 - 0               | FC Vaulx-en-Velin        | National 2 (D4) |
| National 2 (D4)    | ES Wasquehal                  | 0 - 0 a.p., 1-4 tab | US Fécamp                | National 1 (D3) |
| National 1 (D3)    | CSC Thouars                   | 0 - 0 a.p., 4-3 tab | Vannes FC                | National 2 (D4) |
| National 2 (D4)    | FC Saint-Lô-Manche            | 2 - 1               | Stade brestois 29        | National 1 (D3) |
| DH (D6)            | OL Niort Saint-Liguaire       | 1 - 3               | Stade montois            | National 2 (D4) |

### Seizièmes de finale
Les matchs des seizièmes de finale se sont joués les 3 et 4 février 1995.
| Division        | Club                          | Score               | Club                     | Division        |
| --------------- | ----------------------------- | ------------------- | ------------------------ | --------------- |
| Division 1 (D1) | RC Strasbourg                 | 1 - 0               | Lille OSC                | Division 1 (D1) |
| Division 1 (D1) | SC Bastia                     | 3 - 0               | AS Cannes                | Division 1 (D1) |
| Division 1 (D1) | AJ Auxerre                    | 0 - 0 a.p., 4-3 tab | RC Lens                  | Division 1 (D1) |
| Division 1 (D1) | FC Martigues                  | 0 - 1               | Paris Saint-Germain FC   | Division 1 (D1) |
| Division 1 (D1) | OGC Nice                      | 0 - 1               | Olympique de Marseille   | Division 2 (D2) |
| Division 1 (D1) | Olympique lyonnais            | 1 - 3               | Angers SCO               | Division 2 (D2) |
| National 1 (D3) | CM Aubervilliers              | 0 - 1               | Montpellier HSC          | Division 1 (D1) |
| National 1 (D3) | FC Saint-Leu                  | 1 - 1 a.p., 4-2 tab | FC Nantes Atlantique     | Division 1 (D1) |
| National 1 (D3) | Stade poitevin PEPP           | 2 - 1               | AS Monaco FC             | Division 1 (D1) |
| National 1 (D3) | CSC Thouars                   | 1 - 2               | Le Havre AC              | Division 1 (D1) |
| National 1 (D3) | Olympique de Noisy-le-Sec B93 | 2 - 2 a.p., 2-3 tab | FC Metz                  | Division 1 (D1) |
| National 2 (D4) | Stade montois                 | 1 - 2               | FC Girondins de Bordeaux | Division 1 (D1) |
| Division 2 (D2) | AS Nancy-Lorraine             | 2 - 1               | Saint-Brieuc CC          | Division 2 (D2) |
| National 1 (D3) | US Fécamp                     | 2 - 3               | LB Châteauroux           | Division 2 (D2) |
| National 2 (D4) | AS Cherbourg                  | 1 - 3               | AS Beauvais-Oise         | Division 2 (D2) |
| National 2 (D4) | FC Saint-Lô-Manche            | 1 - 1 a.p., 2-4 tab | FC Mulhouse SA           | Division 2 (D2) |

### Huitièmes de finale
Les matchs des huitièmes de finale se sont joués les 18, 21 février et 8 mars 1995.
| Division        | Club                   | Score               | Club                     | Division        |
| --------------- | ---------------------- | ------------------- | ------------------------ | --------------- |
| Division 1 (D1) | Le Havre AC            | 0 - 0 a.p., 3-4 tab | Paris Saint-Germain FC   | Division 1 (D1) |
| Division 1 (D1) | AJ Auxerre             | 1 - 2               | FC Girondins de Bordeaux | Division 1 (D1) |
| Division 1 (D1) | Montpellier HSC        | 1 - 2               | FC Metz                  | Division 1 (D1) |
| Division 1 (D1) | SC Bastia              | 0 - 1               | AS Nancy-Lorraine        | Division 2 (D2) |
| Division 2 (D2) | FC Mulhouse SA         | 1 - 0               | Angers SCO               | Division 2 (D2) |
| Division 2 (D2) | Olympique de Marseille | 2 - 0 a.p.          | AS Beauvais-Oise         | Division 2 (D2) |
| National 1 (D3) | FC Saint-Leu           | 1 - 3               | RC Strasbourg            | Division 1 (D1) |
| Division 2 (D2) | LB Châteauroux         | 4 - 1               | Stade poitevin PEPP      | National 1 (D3) |

### Quarts de finale
Les matchs des quarts de finale se sont joués les 17 et 18 mars 1995.
Pour la première fois de l'histoire de la compétition, tous les matchs s'achèvent sur le même score.
| Division        | Club                   | Score      | Club                     | Division        |
| --------------- | ---------------------- | ---------- | ------------------------ | --------------- |
| Division 1 (D1) | RC Strasbourg          | 2 - 0 a.p. | FC Girondins de Bordeaux | Division 1 (D1) |
| Division 2 (D2) | Olympique de Marseille | 2 - 0      | LB Châteauroux           | Division 2 (D2) |
| Division 2 (D2) | AS Nancy-Lorraine      | 0 - 2      | Paris Saint-Germain FC   | Division 1 (D1) |
| Division 1 (D1) | FC Metz                | 2 - 0      | FC Mulhouse SA           | Division 2 (D2) |

### Demi-finale
Les matchs de la demi-finale se sont joués les 11 et 12 avril 1995.
| Division        | Club                   | Score | Club                   | Division        |
| --------------- | ---------------------- | ----- | ---------------------- | --------------- |
| Division 1 (D1) | RC Strasbourg          | 1 - 0 | FC Metz                | Division 1 (D1) |
| Division 1 (D1) | Paris Saint-Germain FC | 2 - 0 | Olympique de Marseille | Division 2 (D2) |

### Finale
La finale s'est tenue au Parc des Princes à Paris, le 13 mai 1995.
Le Paris Saint-Germain FC l'a emporté face au RC Strasbourg 1 à 0.
| Équipes                | Paris Saint-Germain FC - RC Strasbourg |
| Score                  | 1-0 |
| Date                   | 13 mai 1995 |
| Stade                  | Parc des Princes, Paris 46 698 spectateurs |
| Arbitre                | M. Philippe Leduc |
| Buts                   | 48e Paul Le Guen |
| Paris Saint-Germain FC | Bernard Lama - José Cobos (Francis Llacer 10e), Antoine Kombouaré, Alain Roche , Patrick Colleter - Vincent Guérin, Daniel Bravo, Paul Le Guen, Raí (Pascal Nouma 90e) - George Weah, David Ginola. Entraîneur : Luis Fernandez                   |
| RC Strasbourg          | Alexander Vencel - Pascal Baills, David Régis, Frank Lebœuf, Yvon Pouliquen - Martin Djetou, Franck Sauzée, Rémi Garde (Wilfried Gohel 83e), Aleksandr Mostovoï - Marc Keller (Ali Bouafia 72e), Xavier Gravelaine Entraîneur : Jacky Duguépéroux |